# Meyrieux-Trouet
Meyrieux-Trouet är en kommun i departementet Savoie i regionen Auvergne-Rhône-Alpes i sydöstra Frankrike. Kommunen ligger i kantonen Yenne som tillhör arrondissementet Chambéry. År 2022 hade Meyrieux-Trouet 337 invånare.

## Befolkningsutveckling
Antalet invånare i kommunen Meyrieux-Trouet
| Referens: INSEE |